# جیتر سی. پرتیچارد
جیتر سی. پرتیچارد (به انگلیسی: Jeter C. Pritchard) سناتور سابق عضو حزب جمهوری‌خواه ایالات متحده آمریکا بود. وی در سال ۱۸۹۵ تا ۱۹۰۳ میلادی سناتور ایالت کارولینای شمالی در سنای ایالات متحده آمریکا بود.